# Hilleste
Hilleste (Duits: Hilliste) is een plaats in de Estlandse gemeente Hiiumaa, provincie Hiiumaa. De plaats heeft de status van dorp (Estisch: küla).
Tot in oktober 2017 behoorde Hilleste tot de gemeente Pühalepa. In die maand werd de fusiegemeente Hiiumaa gevormd, waarin Pühalepa opging.

## Bevolking
Het dorp had 14 inwoners op 31 december 2011 en 15 inwoners op 31 december 2021.

## Geografie
De Tugimaantee 80, de secundaire weg van Heltermaa via Kärdla naar Luidja, loopt langs de zuidgrens van Hilleste.
Aan deze weg ligt een kleine baptistische kerk, de Hilleste palvela (‘kapel van Hilleste’). Ze is gebouwd in 1937.

## Geschiedenis
Hilleste lag op het landgoed van de kerk in Pühalepa. Het dorp heette achtereenvolgens Hilliast (1539), Helikeste (1564), Hilckste (1583), Hillikaste, Hilliste, Hillikas of Hilligeste (1599) en Hillikeste (1817).
Hilleste heeft een kalkoven gehad, die tot in de jaren zeventig van de 20e eeuw in gebruik is geweest.